# Leroy Anderson
Leroy Anderson (ur. 29 czerwca 1908 w Cambridge, zm. 18 maja 1975 w Woodbury) – amerykański kompozytor muzyki rozrywkowej.

## Życiorys
Urodził się w Cambridge (Massachusetts), jako syn Brewera Antona Andersona, pracownika poczty i mandolinisty amatora oraz Anny Margarety Johnson, organistki kościelnej. Oboje rodzice wyemigrowali do Stanów Zjednoczonych ze Szwecji jako małe dzieci. Leroy nauczył się szwedzkiego słuchając, jak jego rodzice rozmawiają w domu. Chociaż uczył się gry na organach u Henry'ego Gideona, jego głównym instrumentem był kontrabas, który studiował u Gastona Dufresne'a z Boston Symphony.

## Twórczość
Do najpopularniejszych jego utworów należą m.in. Maszyna do pisania (The Typewriter, 1950), Plink, plank, plunk (Plink, Plank, Plunk!, 1951) czy Błękitne tango (Blue Tango, 1951). Znajdują się one w repertuarze wielu orkiestr różnego typu.

## Wyróżnienia
Leroy Anderson ma swoją gwiazdę na Hollywoodzkiej Alei Gwiazd.